# Фрідріх II фон Берг
Фрідріх II фон Берг (нім. Friedrich II. von Berg; бл. 1120 — 15 грудня 1158) — церковний і державний діяч Священної Римської імперії, 27-й архієпископ Кельна у 1156—1158 роках.

## Життєпис
Походив з роду Берг-Альтена. Другий син Адольфа II, графа Берга, і його другої дружини Ірмгард фон Шварценбург-Вассербург. Народився близько 1120 року. Замолоду був визначений для церковної кар'єри, чому сприяли родинні зв'язки: його стрийком був кельнський архієпископ Бруно II фон Берг, сам Фрідріх був внучатим племінником з материнського боку іншого кельнського архієпископа Фрідріха I фон Шварценбурга.
Після здобуття доволі ґрунтовної освіти увійшов до складу соборного капітулу Кельна. 1140 року призначено пробстом церкви Св. Георга в Кельні (перебував до 1156 року).
1150 року його було обрано Утрехтським єпископом. Втім це обрання не підтвердив Конрад III, король Німеччини. Після смерті останнього новий король Фрідріх I затвердив на Утрехтській кафедрі Германа ван Горна, незважаючи на підтримку Фрідріха фон Берга з боку єпископів Альбрехта I Мейсенського і Оттона Фрайзінзького.
1156 року на виборах архієпископа Кельна фон Берг отримав підтримку молодших каноніків, в той же час його суперника Герхарда фон Аре, пробста Боннського собору, підтримала колегія пріорів. Але Фрідріх I, що на той час став імператором, підтримав кандидатуру Фрідріха фон Берга. 1157 року остаточно затверджений на кафедрі папою римським Адріаном IV.
1158 року долучився до нового походу Фрідріха I до Італії. Того ж року загинув в Павії внаслідок нещасного випадку, впавши з коня. Його поховали в абатстві Альтенберг. Новим архієпископом став Райнальд фон Дассель.